# 陳達文
陳達文，SBS（1932年7月19日—），前香港政府官員。

## 背景
陳達文生於上海，1948年畢業於拔萃男書院，1956年畢業於羅富國教育學院（今香港教育大學，教育學院前身）後，曾任教於皇仁書院和喇沙書院，及後於1960年取得倫敦大學校外學士課程一級榮譽學位，1972年取得香港大學管理研究文憑，1983年完成哈佛商學院高級人員管理課程。陳達文任職政府期間出任多項要職，包括文化署署長、影視及娛樂事務管理處處長、副憲制事務司、勞工處處長、屋宇地政署署長等，2002-2004年出任香港藝術發展局主席。現為香港聯合國教科文組織協會副會長，香港大學進修學院校董及校友會會長。2013年獲香港藝術發展局頒發「終身成就獎」。他亦獲頒香港大學名譽社會科學博士、香港演藝學院榮譽院士以及香港教育學院榮譽院士、中國民政部全國優秀慈善工作者榮銜。而其官守太平紳士則由政府於1976年授予。
1961年，陳達文出任香港大會堂首任副經理，後香港大會堂於1962年落成啟用，陳達文升任香港大會堂經理，故其有「大會堂之父」之稱號。

## 家庭
陳達文於1956年8月與陳氏（Flora）在香港成婚，2人婚後育有兩子，長子為1957年出生的香港大學法律學院教授陳弘毅，次子為1962年出生的建築師陳弘志。

## 榮譽
- 2003年：銀紫荊星章[11]
- 2013年：香港藝術發展局「2012香港藝術發展獎：終身成就獎」[8]